# Montestruc-sur-Gers
Montestruc-sur-Gers – miejscowość i gmina we Francji, w regionie Oksytania, w departamencie Gers.
Według danych na rok 1990 gminę zamieszkiwało 608 osób, a gęstość zaludnienia wynosiła 37 osób/km² (wśród 3020 gmin regionu Midi-Pireneje Montestruc-sur-Gers plasuje się na 516. miejscu pod względem liczby ludności, natomiast pod względem powierzchni na miejscu 699.).